# Латвийская железная дорога
Латвийская железная дорога (латыш. Latvijas dzelzceļš) — национальная государственная железнодорожная компания Латвии. Полное наименование — Государственное акционерное общество «Latvijas dzelzceļš» (латыш. Valsts akciju sabiedrība «Latvijas dzelzceļš»)
Предприятие основано в 1919 году на базе части Риго-Орловской железной дороги и восстановлено в 1991 году на базе латвийской части Прибалтийской железной дороги.
Компания обслуживает всю железнодорожную сеть страны: 2263,3 км широкой колеи (1520 мм), из них электрифицировано 258,8 км.
Главный офис — в Риге по адресу ул. Эмилии Беньямин, 3.

## Структура предприятия
В состав компании входят 6 дочерних предприятий:
- «LDz Cargo»
- «LDz Infrastruktūra» ликвидировано в 2023 году и присоединена к  "Sliežu ceļu pārvalde"[источник не указан 188 дней]
- «LDz Ritošā sastāva serviss»
- «LDz Apsardze» — ведомственная охранная структура
- «LDz Loģistika»
- «LatRailNet»

## История

### В Российской империи

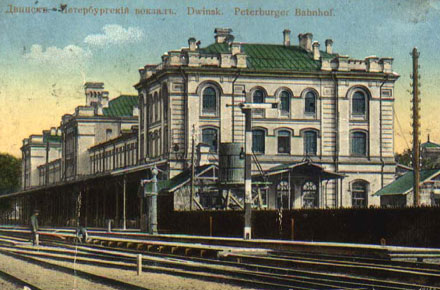
Вокзал станции Динабург

Прокладка железной дороги в Лифляндской и Курляндской губерниях Российской империи началась в 1858—1861 годах обществом Риго-Двинской железной дороги со строительства линии Рига — Динабург, протяжённостью 217 км. Первый камень в основание здания Рижского вокзала был заложен 8 мая 1858 года генерал-губернатором Риги (1848—1861), князем Александром Суворовым. Движение официально открылось 25 сентября 1861 года.
В 1895 году при слиянии Риго-Двинской, Двинско-Витебской и Орловско-Витебской железных дорог была основана казённая Риго-Орловская железная дорога, которая проходила по Лифляндской, Курляндской, Ковенской, Могилевской, Витебской, Смоленской и Орловской губерниям России, связывая центральную часть страны с портами Риги и Либавы для экспортных поставок хлебных грузов и лесоматериалов.
В 1911 году для Управления дороги, находившегося в Риге, начали строить здание в стиле неоклассицизма на Гоголевской улице, 3, по проекту архитектора А. В. Верховского. Место для строительства было выбрано рядом с фасадом Рижского железнодорожного вокзала, до Первой мировой войны обращённым на ту же улицу (ныне улица Эмилии Беньямин). Перед вокзалом находилась площадь с остановками нескольких трамвайных маршрутов и стоянкой для пролёток. Здание было сдано в эксплуатацию в 1913 году.
Протяжённость дороги на 1913 год составляла 1460 вёрст (в том числе 739 — двухколейный путь), или 1558 км.
В мае 1918 года часть линий Риго-Орловской железной дороги была передана в НКПС Советской России, а часть линий на тот момент находилась на территориях, оккупированных кайзеровской Германией, и в ведение НКПС не вошла.

### В первой Латвийской Республике
В результате длительных военных действий и связанных с этим перевозок военных грузов на территории Лифляндской и Курляндской губерний к 1918 году имелись железные дороги пяти разных стандартов ширины колеи:
- 1524 мм (русская колея);
- 1435 мм (немецкий стандарт),
- 1000 мм (Либава — Айзпуте);
- 750 мм (использовался для нужд русской армии);
- 600 мм (использовался для нужд немецкой армии).

На узловых станциях Рига, Елгава, Либава, Гулбене, Режица и Двинск соединялись пути разной ширины.
На оккупированных территориях немцы перешили железнодорожную колею с 1524 мм на 1435 мм, широко использовали для военных перевозок узкоколейки, которые они строили на минимальном балласте и без учёта рельефа местности. 600-миллиметровые дороги были построены на участках Павилоста — Алсунга, Дубени — Руцава, Айзпуте — Салдус и т. д. Разрешённая скорость на таких дорогах составляла 25 км/ч, использовались локомотивы марки O&K, которых в течение Первой мировой войны было выпущено около 200 тысяч. Немецкая армия построила 148 станций, остановочных пунктов и платформ для переработки лесоматериалов — больше, чем было построено на этой территории за время развития дорог в царской России за 50 лет.
Русская армия для военных и хозяйственных нужд тоже построила несколько узкоколеек с колеёй 750 мм, перестроила участок Плявиняс — Гулбене с колеи 750 мм на 1524. Всего воюющие стороны построили на территории, которая вошла в Латвийскую Республику, 822 км железнодорожных путей, что составило почти половину от ранее проложенных, из них 135 км построила русская армия, остальное — немецкая.
На момент провозглашения независимости перевозка грузов по железной дороге резко сократилась, инфраструктура была практически уничтожена: взорвано 88 мостов, 66 повреждено. Если в 1914 году на дороге имелось 550 локомотивов и 18 000 вагонов, то в конце 1919 года — соответственно только 18 и 948. После вытеснения большевиков из северо-западных районов временное правительство получило ещё 23 локомотива, 64 пассажирских и 2023 товарных вагона, из которых были годны для эксплуатации соответственно 11, 40 и 948. Практически была уничтожена связь: из 3180 км телеграфных проводов 35 % были повреждены или сняты, из 300 телеграфных аппаратов мирного времени на дороге осталось 10 и из 800 телефонных аппаратов — 117.
Часть здания бывшего управления Риго-Орловской железной дороги правительство предоставило в распоряжение Латвийской академии художеств, размещавшейся здесь с 1920 по 1940 год.

### Прибалтийская железная дорога
После включения республики в состав СССР Латвийская железная дорога была передана Наркомату путей сообщения СССР, а в здании, построенном для её управления, разместилось Управление Прибалтийской железной дороги.
В период Великой Отечественной войны большая часть железнодорожной инфраструктуры была разрушена. После освобождения оккупированных территорий началось восстановление и техническое перевооружение железных дорог. С 1946 года железные дороги Латвии входили в Западный округ железных дорог, в составе Белорусской, Брест-Литовской, Белостокской, Западной и Литовской дорог.
В 1953 году дороги объединили в Балтийскую железную дорогу, которая в 1956 году была ликвидирована и разделена по экономическим районам.
В 1963 году вновь образована единая Прибалтийская железная дорога.
С 1965 года из Риги начали курсировать фирменные поезда дальнего следования «Латвия», «Юрмала» и др.
В 1950-е — 1960-е годы проходило техническое перевооружение железнодорожного транспорта: движение поездов было переведено на более эффективную тепловозную тягу, пригородные участки столиц прибалтийских союзных республик и Калининграда были электрифицированы. Инициатором всех этих нововведений был начальник дороги Н. И. Краснобаев. Электрифицированная сеть железных дорог Латвии — самая протяжённая в Прибалтике, её длина — 249 км (ещё 12 км не используются). Все линии электрифицированы на постоянном токе 3 кВ.
Была проведена реконструкция железнодорожного пути с укладкой рельсов тяжёлого типа на железобетонных шпалах и щебёночном балласте, 35 % общей длины главных путей дороги составил бесстыковой путь, интенсивно строились вторые пути.
Узлы и станции Шкиротава, Даугавпилс, Вентспилс реконструировали с удлинением путей и оборудованием станционных парков современной техникой СЦБ и связи, на крупных станциях стали применяться электронно-вычислительная техника, автоблокировка, электрическая централизация, средства телемеханики в системе формирования поездов и организации их движения. К 1988 году в грузовых операциях было механизировано до 95 % погрузочно-разгрузочных работ.

### В современной Латвии
85 % грузов по Латвийской железной дороге в 2010 году перевозилось в транзитном коридоре «Восток — Запад» из России и Белоруссии. Грузопоток в 2005—2010 годах колебался от 48 млн до 54 млн тонн, пассажиропоток — от 20 млн до 27 млн (преимущественно в пригородном сообщении). Общая протяжённость пяти основных латвийских железнодорожных путей в 2010 году составила 1897 км.
Многие годы ведётся подготовка к реализации проекта Rail Baltica, призванного связать Латвию, Литву, Эстонию и Финляндию с остальной Европой.
За 2019 год объём перевозок грузов железнодорожным транспортом составил 41,5 млн тонн (падение 15,8 %).
На фоне падения грузоперевозок «Латвийская железная дорога» разработала новую бизнес-модель, которая должна помочь компании выйти из кризиса. Она предполагает расширение спектра оказываемых услуг путём включения в него морских и автомобильных экспедиторских услуг, а также услуг терминалов и складов.
В марте 2020 года руководство Латвийской железной дороги приняло решение остановить программу электрификации крупных железнодорожных объектов из-за падения объёмов транзита грузов и перераспределить финансирование на менее объёмные альтернативные проекты.
В 2020 году планируется начать обновление парка электропоездов; всего к 2023 год должны быть поставлены 32 электрички марки «Шкода Вагонка».

## Тяговый подвижной состав
- Тепловозы: M62, 2М62, 2M62УМ, 2М62У, 2ТЭ10М, 2ТЭ10У, ТЭП70, ЧМЭ3, ЧМЭ3М, ТЭМ2, ТЭМ2У, ТГК2, ТГК2-1, ТГМ3, ТГМ4, 2ТЭ116, ТГМ6А, ТГМ40, ТГМ23, NITEQ7000E
- Рельсовый автобус (автомотриса): АР2 — эксплуатация в ПЧ.

Ранее эксплуатировавшиеся локомотивы:
- Тепловозы — ТЭП60, 2ТЭП60, ТЭ3, ТЭМ18, ТЭМ15.
- Электровозы — ВЛ26, ЕЛ2.

### Электропоезда и дизель-поезда
- Электропоезда — эксплуатировавшиеся — Ср3, ЭР2И, эксплуатирующиеся — ЭР2, ЭР2Т, ЭР2М
- Дизель-поезда — эксплуатировавшиеся — ДП (шестивагонные), Д, Д1, эксплуатирующиеся — ДР1П, ДР1А, ДР1АМ, ДР1АЦ.

## Железнодорожные линии

### Действующие
Перечень линий, действующих на сезон 2016—2017 гг., с указанием их служебных индексов:
- 01 Вентспилс — Тукумс II
- 02 Тукумс II — Елгава
- 03 Елгава — Крустпилс
- 04 Крустпилс — Даугавпилс
- 05 Даугавпилс — Индра — Гос. граница
- 06 Рига — Крустпилс
- 07 Крустпилс — Резекне II
- 08 Резекне II — Зилупе — Гос. граница
- 09 Гос. граница — Карсава — Резекне I
- 10 Резекне — Даугавпилс
- 11 Даугавпилс сорт. — Курцумс — Гос. граница
- 12 Гос. граница — Эглайне — Даугавпилс
- 13 Путевой пост 524 км — Путевой пост 401 км
- 14 Рига — Елгава
- 15 Елгава — Лиепая
- 16 Елгава — Мейтене — Гос. граница
- 17 Рига — Лугажи — Гос. граница
- 18 Торнякалнс — Тукумс II
- 19 Земитаны — Скулте
- 20 Чиекуркалнс — Рига-Краста
- 21 Глуда — Реньге — Гос. граница
- 22 Засулаукс — Болдерая
- 24 Рига Пречу — Сауриеши[18]
- 25 Земитаны — Шкиротава
- 26 Путевой пост 191 км — Путевой пост 524 км[19]
- 27 Плявиняс — Гулбене
- 36 Яункалснава — Весета[20]
- 37 Ответвления узла Даугавпилс
- 38 Ответвления узла Резекне
- 32 Узкоколейная железная дорога Гулбене — Алуксне

### Закрытые
- Айзпуте — Салдус
- Айнажи — Валмиера — Смилтене и Пале — Стайцеле (узкоколейная)
- Виеситские полевые железные дороги
- Гулбене — Пыталово
- Иерики — Гулбене
- Лиепая — Айзпуте
- Лиепая — Вайнёде
- Лиепая — Вентспилс
- Лиепая — Кулдига
- Лиепая — Руцава
- Приекуле — Калети
- Мадона — Лубана
- Мейтене — Бауска (узкоколейная)
- Стендско-Вентспилсская полевая железная дорога
- Пакалниеши — Кудупе
- Рига — Эргли (грузовое движение до Сауриеши, далее закрыто)
- Рига — Руйиена (действует до ст. Скулте, см. линию 19 выше)
- Рига — Мангали

## Электрификация

Схема электрификации Латвийских железных дорог на 2017 год.

Электрифицированная сеть железных дорог Латвии — самая протяжённая в Прибалтике. Общая протяжённость электрифицированных линий — 249 км (ещё 12 км не используются). Все линии электрифицированы на постоянном токе 3 кВ.
Электрификацию начал начальник Северо-Западного округа Министерства путей сообщения Н. И. Краснобаев. В 1950 году электрички начали курсировать на линии Рига — Дубулты, а затем были электрифицированы линии до Стучки, Скулте, Елгавы.
По состоянию на 2014 год имеются 4 электрифицированные линии, по которым ходят электропоезда ЭР2/ЭР2Т/ЭР2М.
- 1-я линия: Торнякалнс — Тукумс II длиной 65 км. На сегодня — наиболее загруженный маршрут электропоездов, в летнее время интервал движения составляет 10-15 минут, поскольку этот маршрут пролегает через Юрмалу, привлекающую большое количество отдыхающих. По этой же ветке ранее следовал дизель-поезд в Вентспилс. Линия была электрифицирована в 1966 году.

Станции и остановочные пункты (24): Торнякалнс, Засулаукс, Депо, Золитуде, Иманта, Бабите, Приедайне, Лиелупе, Булдури, Дзинтари, Майори, Дубулты, Яундубулты, Пумпури, Меллужи, Асари, Вайвари, Слока, Кудра, Кемери, Смарде, Милзкалне, Тукумс I, Тукумс II.
- 2-я линия: Рига — Елгава длиной 43 км. Самая короткая ветка электропоезда. Пролегает через город Олайне. По этой ветке следует дизель-поезд в Лиепаю, ранее существовал рейс Рига — Реньге. Линия была электрифицирована в 1972 году.

Станции и остановочные пункты (13): Рига, Торнякалнс, Атгазене, Школа бизнеса Туриба, Тирайне, Баложи, Яунолайне, Олайне, Далбе, Цена, Озолниеки, Цукурфабрика, Елгава.
- 3-я линия: Земитаны — Скулте длиной 52 км. Пассажиропоток небольшой, но значительно увеличивается во время курортного сезона. Проходит через населённые пункты: Царникава, Гауя, Гарциемс, Лиласте, Саулкрасты, Звейниекциемс. Ранее по этой ветке ходил дизель-поезд в Лимбажи, Алою и Руиену. В 1957 году была электрифицирована до станции Мангали, в 1971 году — до Звейниекциемса, полностью электрифицирована в 1991 году.

Станции и остановочные пункты (20): Рига, Земитаны, Браса, Саркандаугава, Мангали, Зиемельблазма, Вецдаугава, Вецаки, Калнгале, Гарциемс, Гарупе, Царникава, Гауя, Лиласте, Инчупе, Пабажи, Саулкрасты, Кишупе, Звейниекциемс, Скулте.
- 4-я линия: Рига — Айзкраукле. Самая длинная электрифицированная ветка (82,5 км). Пролегает через город-спутник Риги Саласпилс, Огре, и далее через города Лиелварде и Айзкраукле. По этой ветке следуют дизель-поезда в Гулбене, Крустпилс, Резекне, Зилупе, Даугавпилс и Индру. До 2020 года также курсировали международные поезда в Москву, Санкт-Петербург и Минск. Линия была электрифицирована в 1972 году.

Станции и остановочные пункты (24): Рига, Вагону Паркс, Яняварты, Даугмале, Шкиротава, Гайсма, Румбула, Дарзини, Доле, Саласпилс, Саулкалне, Икшкиле, Яуногре, Огре, Парогре, Циемупе, Кегумс, Лиелварде, Кайбала, Юмправа, Дендрарий, Скривери, Мулдакменс, Айзкраукле.
Не построены
Помимо четырёх вышеуказанных, планировалось электрифицировать ещё две линии:
- Рига — Сигулда, длиной 53 км. По плану, электрификация всей этой линии должна была завершиться в 1991 году. Однако к моменту провозглашения независимости Латвии электрификацию успели довести лишь до станции Ропажи (ныне Гаркалне). В 1980—90-е годы электропоезда следовали по этому маршруту до станции Ропажи. В экспериментальном порядке были пущены контактно-аккумуляторные поезда, которые до Ропажи ходили на электричестве, а до Сигулды следовали автономно; такой же принцип использовался и на линии в Лимбажи. В середине 1990-х годов электрифицированный участок сократили до Юглы (длина 10,2 км). До настоящего времени до станции Гаркалне можно видеть столбы, которые когда-то держали контактную сеть.

Станции и остановочные пункты (12): Рига, Земитаны, Чиекуркалнс, Югла, Балтэзерс, Гаркалне, Криевупе, Вангажи, Инчукалнс, Эгльупе, Силциемс, Сигулда. Ныне в Сигулду и далее (до Цесиса, Валмиеры и Валки) следует дизель-поезд.
- Рига — Эргли длиной 97,5 км. Доказательством запланированной электрификации данной ветки служит короткая контактная сеть, которая ведёт на платформу Яняварты, откуда следовала автомотриса в Эргли. В настоящее время эта железнодорожная линия почти полностью демонтирована.

Станции и остановочные пункты (24): Рига, Вагону Паркс, Яняварты, Рига-Пречу, Ацоне, Сауриеши, Цекуле, Кивули, Баяри, Кангари, Ремине, Аугшциемс, Карде, Сидгунда, Сунтажи, Кастране, Ватране, Кейпене, Платере, Таурупе, Личупе, Балтава, Роплайни, Эргли.

### Планы электрификации
На 2015—2020 годы была запланирована реализация нового проекта электрификации железных дорог:
- Айзкраукле — Крустпилс
- Крустпилс — Резекне
- Крустпилс — Даугавпилс
- Крустпилс — Елгава
- Елгава — Тукумс 2
- Тукумс 2 — Вентспилс

Проект не был реализован в намеченные сроки. В марте 2020 года было принято решение свернуть проект по финансовым соображениям.

## Маршруты дизель-поездов

Относительная частота движения пригородных поездов

АО «Pasažieru vilciens» осуществляет пассажирские перевозки дизель-поездами по следующим маршрутам:
- Рига — Крустпилс
- Рига — Мадона — Гулбене
- Рига — Даугавпилс — Краслава — Индра
- Рига — Сигулда — Валмиера — Валга (Эстония)
- Рига — Резекне — Зилупе
- Рига — Лиепая

Бывшие маршруты (1990—2009 гг.)
1. Рига — Ипики, Руиена, Алоя, Лимбажи: демонтированная в 2005 году линия Скулте — Пярну
2. Рига — Реньге: только грузовые перевозки
3. Рига — Мейтене: только грузовые перевозки
4. Рига — Эргли: грузовые перевозки до Сауриеши; далее пассажирское сообщение закрыто в 2007 году, линия демонтирована в сентябре 2009 года
5. Рига — Вентспилс: только грузовые перевозки
6. Даугавпилс — Бигосово (Беларусь)
7. Рига — Бигосово (Беларусь)
8. Даугавпилс — Крустпилс
9. Крустпилс — Зилупе
10. Пыталово (Россия) — Резекне — Даугавпилс — Вильнюс (Литва) (с 13 января 2018 года возобновлено сообщение между Вильнюсом и Даугавпилсом Литовскими железными дорогами)

### Международные пассажирские перевозки
Для международных пассажирских перевозок в качестве тяги используется тепловоз ТЭП70, кроме рейса в Валгу, где курсирует ДР1А.
1. Рига — Москва
2. Рига — Санкт-Петербург — с 2017 года собственной тяги и статуса поезда не имеет, прицепной вагон следует с поездом Рига — Москва до станции Новосокольники, где перецепляется к поезду Гомель — Санкт-Петербург формирования Белорусской железной дороги (БЧ). Сообщение через Остров и Псков закрыто годом ранее.
3. Рига — Валга (Эстония): приграничная станция в Эстонии, где можно сделать кросс-платформенную пересадку на поезд до Тарту и Таллина.
4. Рига — Минск: восстановлен в 2011 году, тем самым возобновлено пассажирское сообщение на участке Бигосово — Даугавпилс.

Маршруты других перевозчиков
1. Рига — Вильнюс — Минск — Овруч — Киев (обслуживается Укрзализныцей).
2. Даугавпилс — Вильнюс (обслуживается LG, дизель-поезд ДР1А по выходным дням).

Бывшие маршруты
1. Вильнюс — Санкт-Петербург (LG) : следовал по территории Латвии с остановками на станциях Даугавпилс, Резекне, Карсава; на станции Даугавпилс объединялся с составом поезда Рига — Санкт-Петербург. Отменён в 2015 году.